# Alkotteskål
Alkotteskål (Sclerotinia lentiformis) är en svampart som tillhör divisionen sporsäcksvampar, och som beskrevs av Josef Velenovský. Alkotteskål ingår i släktet Sclerotinia, och familjen Sclerotiniaceae. Arten är reproducerande i Sverige.